# Despina Vandi
Despina Vandi (în greacă: Δέσποινα Βανδή), născută Despina Malea (în greacă: Δέσποινα Μαλέα; n. 22 iulie 1969, Tübingen, Germania) este o cântăreață greacă.

## Discografie

### Albume de studio
- Gela Mou (1994)
- Esena Perimeno (1996)
- Deka Endoles (1997)
- Profities (1999)
- Gia (2001)
- Despina Vandi Live (2003)
- Stin Avli Tou Paradeisou (2004)
- 10 Hronia Mazi (2007)
- C'est La Vie (2010)
- Allaksa (2012)

### Colecții
- The Best (2001)
- Gia & Ante Gia Collector's Edition (2002)
- Ballads (2004)
- Dance (2004)
- Ta Laika Tis Despinas (2005)
- Despina Vandi (2005)
- Despina Vandi Karaoke Vol.1 (2005)
- 14 Megala Tragoudia (2006)
- Singles (2006)
- The EMI Years: The Complete Collection (2007)
- Chrisi Diskothiki (2007)
- Monadikes Erminies (2007)
- Despina Vandi: the best (2008)
- Greatest Hits: 2001-2009 (2009)

### Piese bonus
- Gnorimia (1993)
- Se Sighoro (Yiannis Parios feat. Despina Vandi, 1996)
- Katalliles Proipothesis (Giorgos Lembesis feat Despina Vandi, 1999)
- Eflekta Ilika (Tolis Voskopoulos feat. Despina Vandi, 2002)
- Akoma Mia Fora Mazi (Tolis Voskopoulos feat. Despina Vandi, 2002)
- Opa Opa (2004)
- Destiny (Schiller mit Despina Vandi, 2008)
- Iparhi Zoi (2009)

## Turnee

### Serii de concerte
- Kypriaki Gonia (1992–93)
- Avantage (1993) (cu Vasilis Karras and Eleni Peta)
- Posidonio (1993–94) (cu Vasilis Karras, Katy Garbi, Dionisis Schinas, Lambis Livieratos, Kaka Koritsia)
- Palais Royale (1994–95)
- Club In (1995) (cu Thanos Kalliris, Zafeiropoulos)
- Athens Show Center (1995–96) (cu Christos Nikolopoulos, Aggelos Dionisiou, Litsa Giagousi, Evridiki)
- Bio Bio (1996) (cu Giorgos Mazonakis, Christina Farmaki, Kraousakis, Panagiotou)
- On the Rocks (1996) (cu Paschalis, Dakis, Sofia Vossou, Elina Konstantopoulou)
- Posidonio (1996–97) (cu Lefteris Pantazis, Stefanos Korkolis, Adelfoi Tzavara)
- Diogenis Pallas (1997) (cu Giannis Parios)
- Teatro (1997) (cu Notis Sfakianakis)
- Rex (1997–98) (cu Notis Sfakianakis)
- Pili Axiou (1998) (cu Notis Sfakianakis)
- Ribas (1998) (cu Giannis Parios)
- Gazi (1998–99) (cu Vasilis Karras)
- Teatro (1999) (cu Vasilis Karras, Giorgos Lembesis)
- Gazi (1999–2000) (cu Giorgos Mazonakis, Lambis Livieratos, Giorgos Lembesis)
- Pili Axiou (2000) (cu Lambis Livieratos and Giorgos Lembesis)
- Rex (2000–01) (cu Nikos Kourkoulis and Lambis Livieratos)
- Pili Axiou (2001) (cu Lambis Livieratos and Kostas Doxas)
- Rex (2001–02) (cu Sakis Rouvas and Kostas Doxas)
- Rex (2002–03) (cu Tolis Voskopoulos)
- Rex (2004–05) (cu Thanos Petrelis, Kalomira, and Giorgos Christou)
- Palai de sports (2005) (cu Kalomoira and Giorgos Christou)
- Pili Axiou (2005) (cu Thanos Petrelis, Kalomira, and Giorgos Christou)
- Rex (2005–06) (cu Giorgos Mazonakis and Giorgos Christou)
- Boom (2006) (cu Stamatis Gonidis)
- Rex (2006–07) (cu Giorgos Mazonakis)
- Boom (2007) (cu Sakis Rouvas)
- Diogenis Studio (2007–08) (cu Vasilis Karras and Nino)
- Odeon (2008) (cu Vasilis Karras)
- Politia Live Clubbing (2009–2010) (cu Goin' Through and Giannis Apostolidis)
- Thalassa: People's Stage (2010) (cu 48 Ores)
- VOX (2010–2011) (cu Panos Kalidis and Elisavet Spanou)
- Fever (2011–2012) (cu Elli Kokkinou and Nikos Economopoulos)
- Posidonio (2012-2013) (cu Antipas and Vegas)

### Turnee de concerte
- 1999 Summer Tour
- 2001 Summer Tour
- 2002 Summer Tour
- 2003 Summer Tour
- North American Tour (2004)
- 2005 Summer Tour
- 2006 Summer Tour
- 2008 Summer Tour
- World Tour (2008–09)
- Together Through Summer: Long Hot Summer Tour (2009) (cu Goin' Through and Stelios Maximos)
- 2010 Summer Tour (cu Elli Kokkinou)

## Filmografie
| Televiziune | Televiziune                | Televiziune | Televiziune  | Televiziune                  |
| An          | Titlu                      | Rol         | Studio       | Note                         |
| ----------- | -------------------------- | ----------- | ------------ | ---------------------------- |
| 1999        | Dio Kseni                  | Charoula    | Mega Channel | Guest star on some episodes  |
| 2013        | Eurosong 2013 – a MAD show | Ea însăși   | ET1          | Gazdă cu Giorgos Kapoutzidis |
| 2014        | The Voice of Greece        | Ea însăși   | ANT1         | Antrenor                     |
| 2014        | Eurosong 2014 – a MAD show | Ea însăși   | DT           | Gazdă cu Giorgos Kapoutzidis |

| Comerciale | Comerciale     | Comerciale | Comerciale | Comerciale |
| An         | Comercial      | Rol        | Note       |            |
| ---------- | -------------- | ---------- | ---------- | ---------- |
| 2005       | TIM            | Ea însăși  |            |            |
| 2006       | Stop Aids 2006 | Ea însăși  |            |            |
| 2011       | Oriflame       | Ea însăși  |            |            |